# 最终幻想系列的角色设计
虽然最终幻想系列每作通常设定于不同的虚构世界，情节彼此独立，但在角色设计方面有一些共性——设计主题重复，同时某些角色名称和类型反复出现。对于正传游戏，天野喜孝负责《最终幻想》、《II》、《III》、《IV》、《V》和《VI》的角色设计，野村哲也担任《VII》、《VIII》、《X》、《XI》、《XIII》的角色设计，板鼻利幸担任《IX》的角色设计，吉田明彦担任《XII》的角色设计。

## 视觉设计
系列经常使用略带女气的男性角色，而女性角色则仍为女子气但略带顽皮。随着系列发展这一趋势逐渐增强。角色多为青少年，有评论解读称这是设计师为了获得玩家的认同。同时一些女性角色穿着设计越来越暴露。史克威尔艾尼克斯称《最终幻想XII》考虑过更粗犷的英雄，但最终选择男子气概较弱的梵。开发者以编剧原因和目标人群考量来解释他们的选择。对于《最终幻想XIII》的女性主人公，史克威尔艾尼克斯称这是“《FFVII》克劳德的女性版”。最终幻想的方向体现在最终幻想与迪士尼角色跨界作品王国之心系列的主角索拉身上。

## 常驻角色

### 卡奥斯
卡奥斯（Chaos，直译“混沌”）是初代《最终幻想》的最终头目。他是相当大的有翼恶魔，用他的憎恨创造了游戏中的四元素恶魔。他原本是绑架了柯尼利亚公主的邪恶骑士加兰德（Garland）。他谋划阻止光之战士们。他看似被杀，但实际通过四水晶被四元素恶魔送回遥远的过去成为卡奥斯，并将恶魔送到现在给“世界A”造成重大伤害。这产生的时间循环让加兰德永生。光之战士回到两千年前的卡奥斯神殿，遇到了恶魔形态的加兰德。在一行击败卡奥斯后，他们回到自己的时代，新的加兰德实体在等着他们。
卡奥斯还在《最终幻想 纷争》和《最终幻想 纷争012》中扮演重要角色。此外该名称还在《最终幻想VII》、《地狱犬的挽歌 -最终幻想-》、《最终幻想XII》、《光之4战士 -最终幻想外传-》、《最终幻想XIII》及《XIII-2》、《最終幻想 樂園的異鄉人》，动画连续剧《最终幻想：无限》中出现。

### 希德
希德（Cid）是自《最终幻想II》起，在各最终幻想作品中登场或至少被提到的角色。坂口博信称，最初就将希德构思为在全部作品中亦不同方式登场的角色。虽然希德很少年龄相同，而各部正传中也并非同一人，但在作品中多为飞空艇的持有者、创造者和/或飞行员，并在不同时间给主公及伙伴提供交通工具。在《最终幻想II》中，他和名为希尔达关系密切；而在《最终幻想IX》和《最终幻想XI》中他也和同名女性有紧密联系。
希德没有在红白机原版《最终幻想》中登场，但之后版本游戏中追加提到他是队伍飞空艇的创造者。该希德（被称为鲁非的希德）在《最终幻想 纷争》中有更多剧情。
《最终幻想II》的希德为非玩家角色，是自由的飞空艇飞行员。他还在《最终幻想I·II Advance》和《20周年纪念版》的附加栏目《魂之重生》——情节和游戏后半部分平行——中登场。
《最终幻想III》的希德名为希德·赫兹，是非玩家角色。
《最终幻想IV》中，希德·波兰蒂纳是一名玩家角色，是系列中首个玩家角色希德。
《最终幻想V》中的希德名为希德·普瑞维亚，是非玩家角色，为年长的发明家。在OVA后传《最终幻想》中，希德的大脑被Ra Devil盗走用作邪恶用途。
《最终幻想VI》中，希德·德·诺尔特·玛吉士是一名非玩家角色，是帝国的研究员，主角莎丽丝的养祖父。
在《最终幻想VII》中，希德·海温德是使枪的飞空艇飞行员，也是系列中首个主要玩家角色希德。他还在前传《危机之前 -最终幻想VII-》及后传OVA《最终幻想VII 降临之子》、《地狱犬的挽歌 -最终幻想VII》中登场。希德·海温德亦出现在《王国之心》和《王国之心II》中。两作间的《王国之心 记忆之链》还出现了回忆版的希德。他还在《记忆之链》PlayStation 2重制版、《王国之心 编码》和《编码》任天堂DS重制版中登场。
在《最终幻想VIII》中，希德·卡拉玛是非玩家角色，巴拉姆学院的校长；巴拉姆学院在游戏情节中变成飞空艇。他的妻子伊迪娅·卡拉玛最初是游戏反派。
在《最终幻想IX》中，希德·法布尔是林德布尔姆的大公，可以短暂游玩。他和妻子是希尔达。他全名为“希德·法布尔9世”。玩家在游戏中使用过他设计的两架飞空艇，并在与其他游戏人物的关系中，扮演重要政治与个人地位。
在《最终幻想X》和续作《最终幻想X-2》中，希德是阿尔贝德族的领导人，琉库和阿尼基的父亲，尤娜的舅舅。他是初代游戏唯一飞空艇的船长，但他并非机械创造者，而是领导阿尔贝德族打捞并修复沉到海底的飞空艇。
在《最终幻想XI》中，希德是非玩家角色，维纳戴尔世界的名人。他是巴斯托克共和国的首席工程师，创造飞空艇并在许多游戏任务中扮演重要角色。
《最终幻想XII》是首个出现复数希德，也是出现首个反派希德的最终幻想游戏。希德路法斯·迪姆·布南萨博士是非玩家角色与敌方头目。他是玩家角色空贼巴尔佛雷亚的父亲。他与飞空艇主题相关，是敌方飞空艇设计师之一，设计了空中堡垒巴哈姆特等。此外另有一角色名为亚希德·玛加拉斯，是罗扎利亚王国的继承人，拉萨·索利多尔的好友。
《最终幻想XIII》的希德·雷恩斯依然为反派，是本传中最年轻的希德。
《最终幻想XIV》的希德全名为希德·迦兰蒂。他原为迦兰蒂帝国军及联盟迦兰蒂钢铁厂的成员。他是情节的一部分，接受过其他三国报纸的采访。
《最終幻想XV》的希德全名為希德·索菲亞。位於路希斯領地內的裝備工廠「HAMMER HEAD」的店長。30年前與雷吉斯一起旅行的同伴之一，即使年邁的現在仍有著超一流的機械技術。個性固執而且嘴巴不饒人，不過心裡面是個很重情義的人。在與雷吉斯分別時跟雷吉斯吵了一場架，自此沒有聯絡，但心裡其實仍關心對方，對自己沒有在雷吉斯死前與他和好感到極之後悔，所以對諾克特說了「要把心裡的感受說出來，不然到沒有機會時只能後悔莫及」的忠告。
《最终幻想XVI》的希德全名為希德法斯・忒拉蒙。召喚獸拉姆的顯化者，曾為渥魯德王國的軍人。
希德之名还出现在《最终幻想战略版》等非正传游戏和作品中。

### 莫古
系列中多次出现名为莫古（Mog）的莫古利。

### 波可
多部作品中出现名为波可（Boko / Boco）的陆行鸟。

### 基加美修
基加美修（Gilgamesh）是最早在《最终幻想V》登场的角色。名称源自基加美修。

### 畢格斯和威吉
畢格斯和威吉（Biggs & Wedge）是最终幻想游戏中的两名互相关联的角色。推测为对《星球大战》角色比格斯·暗光者（Biggs Darklighter）和韋吉·安提利斯（Wedge Antilles）的致敬。最早在《最终幻想VI》中登场。

## 常驻物种与种族

### 陆行鸟
登場作品：《最终幻想III》、《最终幻想IV》、《最终幻想V》、《核心危機 -最終幻想VII-》、《最終幻想XII》、《最終幻想XII 歸來之翼》、《最終幻想 紛爭》、《最終幻想戰略版Advance》、《最終幻想XIII-2》、《雷光歸來 最終幻想XIII》、《最终幻想 零式》、《最终幻想XV》
陆行鸟（Chocobo）是通常无飞行能力的鸡形目/鸵鸟目大鸟，可当坐骑。自《最终幻想II》首次登场以来，已经成为系列标志。陆行鸟的叫声为“咕耶”（Kweh）。大多数陆行鸟居住在森林。虽然在野外会很胆小，但受到威胁就会很凶猛，它们易于驯服并可当好的交通工具。

### 莫古利
登場作品：幾乎全作（除《XV》）
莫古利（Moogle）是一种小型生物，外形为有著氣球和翅膀的無尾熊。通常具有回復HP的能力，在《核心危機》中能將主角的魔晶石升級。主要的基本外型為白色身體，長有蝙蝠的小翅膀，不喜歡別人觸碰牠頭上的似絨球物。個性相當溫順，如果在會說話的遊戲中，語尾助詞是「咕啵（クポ）」。
在《戰略版Advance》和《XII》中則是被稱為「莫古利族」，外型和其他FF遊戲的莫古利差異較大，以第一人稱「莫古」稱呼。有時喜歡黑暗的地方，有些作品還生活在森林深處，在市街上則會和人相處。《零式》中有各式各樣衣裝的莫古利。在最新两作中，由于写实化和现实主义世界观，《XV》中莫古利仅以道具和玩偶形式登场。《XVI》中仅在恶名精英讨伐板前作为NPC出现。
名字是鼹鼠和蝙蝠的混成词。有時會写成「Moglie」。最早在《最终幻想III》登场，在《王國之心》亦有登場。